# Teri DeSario
Teri DeSario (Miami, 27 november 1951) is een Amerikaanse zangeres.

## Carrière
Teri DeSario groeide op in haar geboortestad Miami. Tijdens haar schooltijd maakte ze kennis met Harry Wayne Casey, die tijdens de jaren 1970 met de band KC and The Sunshine Band de discosound resoluut zou bepalen. Op de highschool verzamelde DeSario haar eerste ervaringen als zangeres. Ze hield zich bovendien bezig met de renaissance- en vroege barokmuziek en wijdde zich als muzikante aan de folkmuziek. Uiteindelijk voltooide ze een jazzstudie en een studie over de experimentele muziek van de 20e eeuw.
DeSario kreeg in 1978 een platencontract bij het toentertijd voor alle dingen op het gebied van de disco succesvolle label Casablanca Records. De door Barry Gibb van The Bee Gees geschreven en geproduceerde debuutsingle Ain't nothing gonna keep me from you slaagde er net niet in om de top 40 van de Amerikaanse hitlijst te bereiken, maar ontwikkelde zich wel tot een disco-klassieker en wordt tot op heden nog uitgebracht op talrijke compilaties. De daarbij behorende lp Pleasure Train miste ondertussen de sprong in de hitlijsten. Dit werk behelst diverse eigen composities van DeSario in samenwerking met haar toenmalige echtgenoot en muzikant Bill Purse. De tweede single The stuff dreams are made of werd een succes in de Amerikaanse discohitlijst (41e plaats). Ook in Azië en Latijns-Amerika was de zangeres in die dagen zeer populair.
Het in 1979 uitgebrachte album Moonlight Madness was de enige lp uit haar carrière, die de sprong lukte in de top 200 van de Billboard-hitlijst (80e plaats). Het opnieuw voor Casablanca Records opgenomen werk werd door haar oude vriend Casey geproduceerd en bevat met hun gezamenlijke duet Yes, I'm ready DeSario's grootste hit in de Verenigde Staten (2e plaats). Van deze remake van een oude hit van Barbara Mason werden meer dan een miljoen exemplaren verkocht. De song was onder andere ook een hitsucces in Nederland en Nieuw-Zeeland. Een verdere single met Casey, Dancin' In The Streets (een remake van Martha & the Vandellas), kon dit succes echter niet meer evenaren.
DeSario's laatste plaat Caught voor Casablanca Records, verwijderde zich van de discosound van die tijd en oriënteerde zich eerder aan popmuziek en rock. Zo zijn onder andere de Beatles-cover I Should Have Know Better, de Desmond Child-compositie I'm With You Now en diverse eigen composities inbegrepen. De productie lag wederom in handen van Bill Purse en Harry Wayne Casey. Het titelnummer werd als single uitgegeven, maar het succes bleef uit. Daarna verloor DeSario haar platencontract.
In de daaropvolgende jaren beëindigde ze haar mainstream-carrière min of meer en wijdde ze zich aan de gospelmuziek en de christelijke popmuziek. Voor de lp Voices in the Wind werd ze begin 1986 genomineerd voor een Grammy Award in de categorie «Best Gospel Performance – Female». In de daaropvolgende jaren werkte ze verder in de muziekbusiness, echter opnamen van haar verschenen slechts nog sporadisch. Haar stem is onder andere nog te horen op de sampler Truth & Light: Music from The X-Files (1996) van de populaire tv-serie The X-Files.
DeSario woont sinds 1997 met haar echtgenoot, een dominee, in Duitsland. Ze leidt drie koren en werkt als zelfstandige artieste en zanglerares in Hamburg en Sleeswijk-Holstein. In deze omgeving treedt ze ook op met de Terri-DeSario-band en een eigen jazz-programma.

## Discografie

### Singles
- 1978:	Ain't Nothing Gonna Keep Me From You
- 1978: The Stuff Dreams Are Made Of
- 1979:	Yes, I'm Ready (met KC and The Sunshine Band)
- 1980:	Dancin' In The Streets (met KC and The Sunshine Band) Alarmschijf
- 1980: Caught
- 1982: Don't Run (Come Back To Me) (met KC and The Sunshine Band)
- 1984: Overnight Success

### Studioalbums
- 1978: Pleasure Train
- 1980:	Moonlight Madness
- 1980: Caught
- 1983: A Call to Us All
- 1984: Time After Time
- 1985: Voices in the Wind
- 1986: Overnight Success

- Gemeinsame Normdatei: 134357965
- International Standard Name Identifier: 0000 0000 5547 7106
- Library of Congress Control Number: n92103921
- MusicBrainz: 4f063999-7faf-4eae-91f2-7eeaa301468d
- Nederlandse Thesaurus van Auteursnamen: 07124123X
- Virtual International Authority File: 45964545
- WorldCat: E39PBJk973PycMcJHcfFgRfQbd